# Kesennuma
Kesennuma (気仙沼市?, Kesennuma-shi) è una città giapponese, la più settentrionale della prefettura di Miyagi. È stata fondata il 1º giugno 1953, e nel 2006 ha assorbito la cittadina di Karakuwa.
Circonda la baia di Kesennuma e comprende l'isola di Ōshima.
L'11 marzo 2011 è stata pesantemente colpita dallo tsunami seguito al sisma che ha colpito il nord-est del Giappone.